# نقص إلكتروني
يقال للمركب أن به نقص إلكتروني في حالة أن لديه إلكترونات تكافؤ أقل من المفترض وجوده لتكوين رابطة تساهمية. وغالبا ما يتم وصف النقص الإلكتروني للرابطة بأنها رابطة ثلاثية المركز ثنائية الإلكترون.
ومثال للمركبات التي بها نقص إلكتروني، البورانات، ومنها ثنائي البوران.